# 格蘭特縣 (內布拉斯加州)
格蘭特縣（英語：Grant County）是美国內布拉斯加州西部的一個縣，面積2,029平方公里。根據2020年美國人口普查，共有人口611人。縣治海恩尼斯（Hyannis）。該縣成立於1887年3月31日，縣名紀念南北战争北方軍將領、第十八任美国总统尤利西斯·格兰特。